# Логвиненко, Виталий Андреевич
Виталий Андреевич Логвиненко (укр. Віталій Андрійович Логвиненко; 28 января 1928, Дическулово — 15 сентября 1990, Киев) — украинский советский писатель, сценарист, член Союза писателей Украины (с 1958). Лауреат литературной премии имени Головко (1982).

## Биография
Родился в селе Дическулово (ныне не существует, на момент упразднения входило в Новоукраинский район Кировоградской области Украины). Участник Великой Отечественной войны. Добровольцем ушёл на фронт.
В 1949 году окончил Николаевское военно-морское авиационное училище. Учился в Московском военном институте иностранных языков (1951—1953).
Позже, на комсомольской работе в Кировоградской области и на Черноморском флоте ВМФ СССР.
В 1962—1963 годах — главный редактор издательства «Маяк» (Одесса).
Умер в Киеве. Похоронен на Байковом кладбище.

Могила писателя Виталия Логвиненко на Байковом кладбище

## Творчество
Печататься начал с 1952 года. В 1957 вышел первый роман писателя «Годы молодые». Отдельными книгами вышли сборники рассказов и повестей «Древние года» (1961), «Созвездие» (1963), «Биотоки» (1970); романы «Венчание» (1965), «Рубикон» (1966), «Тяжёлая вода» (1972), «Росава» (1975), другие книги.
Автор киносценариев. В 1962 по его сценарию снята комедия «Чудак-человек». По мотивам романа «Тяжёлая вода» в 1980 году создан одноименный фильм.

## Избранные произведения
- Чорні бушлати
- Важка вода
- Холодна вись
- Мертвий якір
- Літа молодії
- Вінчання

## Награды
- орден Отечественной войны II степени
- орден Отечественной войны II степени
- орден Славы
- орден «Знак Почёта»
- медали СССР